# Covington (Indiana)
Covington – miasto w Stanach Zjednoczonych, w stanie Indiana, siedziba administracyjna hrabstwa Fountain.